# Demis Hassabis
Demis Hassabis (Londres, 27 de julio de 1976) es un investigador de inteligencia artificial (IA), neurocientífico, diseñador de juegos de ordenador y maestro britanico de ajedrez. En 2024, fue galardonado con el Premio Nobel de Química por sus contribuciones al diseño computacional de plegamiento de proteínas, junto a David Baker y John Jumper.  

## Biografía
Demis Hassabis nació y se crió al norte de Londres. Es de origen grecochipriota y singapurense. Fue un niño prodigio en el ajedrez, alcanzando el grado estándar de maestro a los 13 años con una puntuación Elo de 2300 (siendo en ese entonces el quinto jugador mejor clasificado en el ranking mundial Sub-13 después de Judit Polgar, quien tenía una calificación de 2550 y es 4 días mayor que Hassabis) y fue capitán de varios equipos júnior de ajedrez en Inglaterra.

## Educación
Después de completar tempranamente sus exámenes de nivel A y S de la escuela secundaria a los 16 años, inició su carrera en el mundo de los videojuegos en Bullfrog Productions. A los 17 años codiseñó y fue líder de desarrollo del clásico juego Theme Park. Este célebre juego de simulación vendió varios millones de copias y ganó el premio Golden Joystick, e inspiró a todo un género de juegos de gestión SIM.
Hassabis dejó Bullfrog para concurrir al Queens' College de la Universidad de Cambridge, donde estudió Ciencias de la Computación, graduándose en 1997. Después de trabajar en algunas empresas de tecnología durante varios años, Hassabis regresó a la academia para obtener su doctorado en Neurociencia Cognitiva en el University College de Londres (UCL) en el 2009 y continuó su investigación en neurociencia e inteligencia artificial, como Welcome Trust Research Fellow en la Gatsby Computational Neuroscience Unit (UCL) y como científico visitante en el Instituto de Tecnología de Massachusetts (MIT) en forma conjunta con la Universidad Harvard.

## Carrera
Después de su graduación de Cambridge, Hassabis trabajó como jefe de programación de inteligencia artificial en el Lionhead Studios Blanco y Negro antes de fundar Elixir Studios en 1998, un desarrollador de juegos independiente con sede en Londres. La empresa luego se expandió a 60 trabajadores, firmando acuerdos de publicación con Eidos Interactive, Vivendi Universal y Microsoft.Fue diseñador ejecutivo de la República y nominado al BAFTA por "La revolución" y los juegos de "Evil Genius".
El lanzamiento del primer juego de Elixir, Republic: The Revolution, un ambicioso e inusual juego de simulación política, se retrasó varias veces. Finalmente, el juego se redujo de su visión original y fue recibido con críticas poco entusiastas, obteniendo una puntuación en Metacritic de 62/100. Obtuvo mejores críticas con Evil Genius, un simulador de Bond, con una puntuación de 77/100. En abril de 2005, los derechos de propiedad intelectual y la tecnología de Elixir fueron vendidos a varios editores y el estudio fue cerrado.
Hassabis dejó la industria de los videojuegos, dedicándose a la neurociencia cognitiva, con el fin de encontrar inspiración en el cerebro para las nuevas ideas algorítmicas para inteligencia artificial, trabajando en el campo de la memoria autobiográfica y la amnesia, fue autor de varios artículos científicos. Su artículo más citado hasta la fecha, publicado en la revista PNAS, argumenta que los pacientes con daños en su hipocampo, conocido por causar amnesia, también fueron incapaces de imaginarse a sí mismos en nuevas experiencias; el artículo establece un vínculo entre el proceso constructivo de la imaginación y el proceso de reconstrucción de la recuperación de la memoria episódica. Sobre la base de estos hallazgos y un estudio de resonancia magnética funcional de seguimiento, Hassabis desarrolló sus ideas en una nueva explicación teórica del sistema de la memoria episódica. Sustenta que la construcción de una escena, la generación y el mantenimiento en línea de una escena compleja y coherente, es un proceso clave que subyace en la memoria como recuerdo. Este trabajo tuvo una amplia cobertura en los medios y se enumeran en los diez primeros avances científicos del año de la revista Science.
Recientemente, algunos de los hallazgos e interpretaciones de Hassabis han sido cuestionados por otros investigadores. Un artículo de Larry R. Squire y otros colegas reportó una disociación entre las lesiones del hipocampo y los déficits imaginación, así como entre la amnesia y el déficit de imaginación. Por otra parte, Squire y colegas se preguntaron si las lesiones de los pacientes evaluados por Hassabis y sus colegas estaban restringidos al hipocampo. Estudios recientes apoyan los hallazgos originales, aunque el debate está en desarrollo.[cita requerida]
En 2010 fue cofundador y CEO de Google DeepMind, una startup de aprendizaje automático con sede en Londres, que se especializa en la construcción de algoritmos de aprendizaje de propósito general.
En enero de 2014, DeepMind fue adquirida por Google en un contrato de £400 millones (aproximadamente $ 625 millones), donde Hassabis es ahora vicepresidente de ingeniería, líder de proyectos en IA.
En octubre de 2015, DeepMind, con el programa AlphaGo, logra una IA 'avance' al vencer al campeón del juego de go. En marzo de 2016, AlphaGo también superó a Lee Sedol, uno de los jugadores con más alto ranking del mundo en el juego de go.
El 4 de diciembre de 2017, el equipo de DeepMind logró un gran avance al derrotar el módulo AlphaZero a Stockfish 8 en una serie de cien partidas, la mitad jugando con blancas y la mitad con negras. Ganó 28 veces e hicieron tablas en 72 oportunidades, no perdiendo en ninguna ocasión. Para lograrlo, tan solo ha necesitado conocer las reglas del juego y cuatro horas de entrenamiento jugando contra sí mismo. En 2017, StockFish 8 era el campeón vigente del campeonato mundial de ajedrez por computadora, con un ELO de 3400 puntos.

## Premios y distinciones
Hassabis ganó el campeonato de juegos de mundo (llamado el 'Pentamind' ) en los Juegos Mundiales de Deportes Mentales en cinco ocasiones, antes de su retiro del juego competitivo en 2003, y en ese momento era considerado como el mejor jugador de juegos de todo tipo en el mundo. Ha sido un jugador experto de gran variedad de juegos, incluyendo ajedrez, Diplomacy, shogi y póker. Ha participado seis veces en la World Series of Poker en el evento principal.
Hassabis fue elegido como miembro de la Royal Society of Arts (FRSA) en 2009 por su diseño de juego work. Fue galardonado con el prestigioso premio Mullard por la Royal Society en 2014. Fue incluido en la lista de 2013 »Inteligente 50 'por Wired, y aparece como el tercer londinense más influyente en 2014 por el diario London Evening Standard, además de encontrarse entre los 50 principales empresarios de la FT en Europa.
En 2022 fue galardonado con el Premio Fundación BBVA Fronteras del Conocimiento en la categoría "Biología y Biomedicina".En ese mismo año, fue elegido junto con Geoffrey Hinton, Yann LeCun y Yoshua Bengio para recibir el Premio Princesa de Asturias de Investigación Científica y Técnica.En 2024, fue galardonado con el Premio Nobel de Química, junto a David Baker y John Jumper, por su contribución a la predicción de estructura de proteínas.